# Prodrive F1 Team
Prodrive F1 Team est une émanation de l'entreprise Prodrive, fondée et dirigée par David Richards, dont le projet était de débuter en Formule 1 en 2008. 

## Historique
En 2006, la FIA annonce qu'elle lance un appel à candidature pour qu'une 12e écurie soit admise à participer au championnat du monde de Formule 1 2008. Plusieurs structures et personnalités du sport automobile se lancent dans l'aventure, et Prodrive est sélectionnée le 28 avril 2006. Rapidement, il apparait que Prodrive ne compte pas devenir un constructeur à part entière, mais seulement une écurie « cliente » en s'associant à McLaren-Mercedes. Or, ce procédé est interdit par les Accords Concorde, et malgré tous les efforts de David Richards, plusieurs écuries (dont principalement Williams, qui ira jusqu'à menacer Prodrive de poursuites judiciaires) refusent d'autoriser l'utilisation de châssis clients. Fin novembre 2007, Prodrive est contraint de renoncer.
Au printemps 2009, la FIA lance un nouvel appel d'offres pour accueillir trois nouvelles écuries. Prodrive soumet à nouveau sa candidature, mais elle n'est pas retenue. 
Le 3 décembre 2009, Renault entre en négociation avec Prodrive qui souhaite prendre une participation majoritaire dans la branche châssis de Renault F1 Team, localisée à Enstone. Cet accord aurait pour but d'alléger le coût financier de la gestion d'une écurie de Formule 1 pour Renault, tout en évitant à la discipline de perdre un nouveau constructeur après les défections successives de Honda, BMW et Toyota mais n'a pas été conclu.
Le 15 avril 2010, Prodrive annonce renoncer totalement à un engagement en Formule 1 pour se concentrer sur le championnat du monde des rallyes.